# إس. ديفيد فريمان
إس. ديفيد فريمان (بالإنجليزية: S. David Freeman)‏ هو شخصية أعمال أمريكي، ولد في 14 يناير 1926.